# Muirita
La muirita és un mineral de la classe dels silicats. Rep el seu nom a l'explorador i geòleg estatunidenc John Muir (1838-1914).

## Característiques
La muirita és un silicat de fórmula química Ba10Ca₂Mn2+TiSi10O30(OH,Cl,F)10. A part dels elements de la seva fórmula també pot contenir impureses d'alumini, ferro, magnesi, estronci, potassi i protons.
Cristal·litza en el sistema tetragonal en grans i agregats de fins a 3 mm; els cristalls són també comuns acotats principalment per {100} i {001} i també {110} i {h01}. La seva duresa a l'escala de Mohs és 2,5.
Segons la classificació de Nickel-Strunz, la muirita és l'únic mineral que pertany a «09.CN: Ciclosilicats amb enllaços de 8 [Si₈O24]16- ".

## Formació i jaciments
La muirita apareix en roques metamòrfiques que contenen sanbornita-quars.
La muirita ha estat trobada al dipòsit Rush Creek, al comtat de Freso (Califòrnia, Estats Units) i al llac Wilson, al mont Itsi (Yukon, Canadà).
Sol trobar-se associada a altres minerals com: sanbornita, verplanckita, gil·lespita, taramel·lita, fresnoïta, pel·lyïta i barita.